# Heidevolk
Heidevolk é uma banda de folk/viking metal formada em 2002 na Província de Guéldria nos Países Baixos. As letras contém temas sobre a história e cultura de sua cidade natal, e mitologia germânica.

## Integrantes

### Atuais[1]
- Joost den Vellenknotscher - baterista (2002-hoje)
- Rowan Roodbaert - baixista  (2006-hoje)
- Kevin Vruchtbaert  - guitarrista (2012-hoje)
- Lars Vogel - vocalista (2013-hoje)
- Kevin Storm - guitarrista (2015-hoje)
- Jacco de Wijs - vocalista (2016-hoje)

### Ex-integrantes
- Joris Boghtdrincker - vocalista (2002-2013)
- Sebas Bloeddorst - guitarrista (2002-2011)
- Paul Braadvraat - baixista (2002-2006)
- Jesse Vuurbaerdt - vocalista (2002-2005)
- Niels Beenkerver - guitarrista (2002-2005)
- Reamon Bomenbreker - guitarrista (2005-2015)
- Mark Splintervuyscht - vocalista  (2005-2015)
- Stefanie Speervrouw - violinista (2007-2008)

## Discografia
Álbuns
- 2005 - De Strijdlust Is Geboren
- 2008 - Walhalla Wacht
- 2010 - Uit oude Grond[2]
- 2012 - Batavi[3]
- 2015 - Velua
- 2018 - Vuur van verzet

Compactos
- 2004 - Het Gelders Volkslied (single)
- 2007 - Wodan Heerst (EP)